# Warren Miller (Regisseur)
Warren Miller (* 15. Oktober 1924 in Hollywood, Kalifornien; † 24. Januar 2018 in Orcas Island, Washington) war ein US-amerikanischer Produzent von Ski- und Snowboardfilmen.

## Leben
Zu seinen Hobbys als junger Mann zählten Skifahren, Surfen und Fotografieren. Nach seinem Militärdienst im Zweiten Weltkrieg kaufte er sich seine erste eigene Filmkamera und begann in diversen Skigebieten in den USA als Skilehrer zu arbeiten. Die Kombination seiner Interessen führte dazu, dass er bis heute mehr als 750 Skifilme gedreht hat.
Bis kurz vor seinem Tod produzierte er jedes Jahr einen Film, der zu Beginn des Winters auf Welttournee geht, und zwar in folgenden Ländern: USA, Kanada, Großbritannien, Australien, Neuseeland, Deutschland, Österreich und der Schweiz. Bei den Filmshows gibt es neben dem Film oftmals auch ein Rahmenprogramm mit Verlosungen und Überraschungen. Teilweise sind einige der Star-Athleten aus den Warren Miller Filmen live bei den Events vor Ort.

## Filmografie
| Nr. | Jahr | Titel                      |
| 01  | 1950 | Deep and Light             |
| 02  | 1951 | California Skis            |
| 03  | 1952 | Wandering Skis             |
| 04  | 1953 | Ski Fantasy                |
| 05  | 1954 | Symphony on Skis           |
| 06  | 1955 | Invitation to Skiing       |
| 07  | 1956 | Have Skis, Will Travel     |
| 08  | 1957 | Anyone for Skiing?         |
| 09  | 1958 | Are Your Skis on Straight? |
| 10  | 1959 | Let’s Go Skiing            |
| 11  | 1960 | Swinging Skis              |
| 12  | 1961 | Many Moods of Skiing       |
| 13  | 1962 | Around the World on Skis   |
| 14  | 1963 | The Sound of Skiing        |
| 15  | 1964 | The Skiers                 |
| 16  | 1965 | The Big Ski Show           |
| 17  | 1966 | Ski on the Wild Side       |
| 18  | 1967 | The Ski Scene              |
| 19  | 1968 | No Boundaries              |
| 20  | 1969 | This Is Skiing             |
| 21  | 1970 | Sound of Winter            |
| 22  | 1971 | Any Snow, Any Mountain     |

| Nr. | Jahr | Titel               |
| 23  | 1972 | Winter People       |
| 24  | 1973 | Skiing’s Great      |
| 25  | 1974 | The Color of Skiing |
| 26  | 1975 | There Comes a Time  |
| 27  | 1976 | Skiing on My Mind   |
| 28  | 1977 | In Search of Skiing |
| 29  | 1978 | Ski a la Carte      |
| 30  | 1979 | Winter Fever        |
| 31  | 1980 | Ski People          |
| 32  | 1981 | Ski in the Sun      |
| 33  | 1982 | SnoWonder           |
| 34  | 1983 | Ski Time            |
| 35  | 1984 | Ski Country         |
| 36  | 1985 | Steep and Deep      |
| 37  | 1986 | Beyond the Edge     |
| 38  | 1987 | White Winter Heat   |
| 39  | 1988 | Escape to Ski       |
| 40  | 1989 | White Magic         |
| 41  | 1990 | Extreme Winter      |
| 42  | 1991 | Born to Ski         |
| 43  | 1992 | Steeper and Deeper  |
| 44  | 1993 | Black Diamond Rush  |

| Nr. | Jahr | Titel                      |
| 45  | 1994 | Vertical Reality           |
| 46  | 1995 | Endless Winter             |
| 47  | 1996 | Snowriders                 |
| 48  | 1997 | Snowriders 2               |
| 49  | 1998 | Freeriders                 |
| 50  | 1999 | Fifty                      |
| 51  | 2000 | Ride                       |
| 52  | 2001 | Cold Fusion                |
| 53  | 2002 | Storm                      |
| 54  | 2003 | Journey                    |
| 55  | 2004 | Impact                     |
| 56  | 2005 | Higher Ground              |
| 57  | 2006 | Off the Grid               |
| 58  | 2007 | Playground                 |
| 59  | 2008 | Children of Winter         |
| 60  | 2009 | Dynasty                    |
| 61  | 2010 | Wintervention              |
| 62  | 2011 | …Like There’s No Tomorrow! |
| 63  | 2012 | Flow State                 |
| 64  | 2013 | Ticket to Ride             |
| 65  | 2014 | No Turning Back            |
| 66  | 2015 | Chasing Shadows            |
| 67  | 2016 | Here, There & Everywhere   |
| 68  | 2017 | Line of Descent            |
| 69  | 2018 | Face of Winter             |

## Einzelnachweis
1. ↑  Pioneering, inspiring snow-sports filmmaker Warren Miller, 93, dies at Orcas Island home